# 姉妹 (1955年の映画)
『姉妹』（きょうだい）は、1955年に公開された家城巳代治監督の日本映画。
1954年第8回毎日出版文化賞を受賞した畔柳二美の小説『姉妹』を映画化した。 

## スタッフ
- 監督 - 家城巳代治[1]
- 製作 - 立野三郎[1]
- 脚本 - 新藤兼人、家城巳代治[1]
- 原作 - 畔柳二美 小説 『姉妹』[1]
- 撮影 - 木塚誠一[1]
- 美術 - 山崎正夫[1]
- 音楽 - 大木正夫[1]
- 録音 - 安恵重遠[1]
- 照明 - 伊藤一男[1]
- 協力 - 松本市、松本電鉄、山梨交通

## 出演者
- 野添ひとみ - 近藤圭子[1]
- 中原ひとみ - 近藤俊子[1]
- 河野秋武 - 近藤健作[1]
- 川崎弘子 - 近藤りえ[1]
- 杉山英太郎 - 近藤弘[1]
- 中村直太郎 - 近藤満[1]
- 西沢ナポリ - 近藤正[1]
- 多々良純 - 石田銀三郎[1]
- 望月優子[1] - お民
- 内藤武敏 - 岡青年[1]
- 田村保 - 石田三成[1]
- 城久美子 - はつえ[1]
- 加藤嘉 - 徳次[1]
- 北林谷栄 - しげ[1]
- 野口綾子 - 落合としみ[1]
- 田中稲子 - としみの姉[1]
- 忍節子 - 落合夫人[1]
- 殿山泰司 - 三造[1]
- 野添健[4] - 村人[2]
- 戸田春子[2]
- 倉田マユミ[4]
- 織田政雄[4]

## テレビドラマ
- 1962年4月24日 20:00 - 21:00、フジテレビ『シャープ火曜劇場』で放送。出演は村田貞枝（北林早苗）、天野紗綾子、清水元、風見章子、北里深雪、本郷秀雄、桜むつ子、菅井きん、河野彰。[5]